# 巴尔巴塞纳 (埃尔瓦什)
巴尔巴塞纳是葡萄牙波塔莱格雷区的一个堂区。总面积31.16平方公里，总人口700人，人口密度24.9人/平方公里。